# 戈弗雷鎮區 (伊利諾伊州麥迪遜縣)
戈弗雷鎮區（英語：Godfrey Township）是位於美國伊利諾伊州麥迪遜縣的一個行政鎮區。

## 地方資料
根據2010年美國人口普查的數據，戈弗雷鎮區的面積為94.90平方千米，當中陸地面積為89.70平方千米，而水域面積為5.20平方千米。當地共有人口17733人，而人口密度為每平方千米186.86人。